# Baarbach
Der Baarbach ist ein 17,6 km langer, orografisch linker Nebenfluss der Ruhr in Nordrhein-Westfalen, Deutschland. Oberhalb des Zentrums von Iserlohn wird der Bach Lägerbach genannt.

## Geographie

### Verlauf

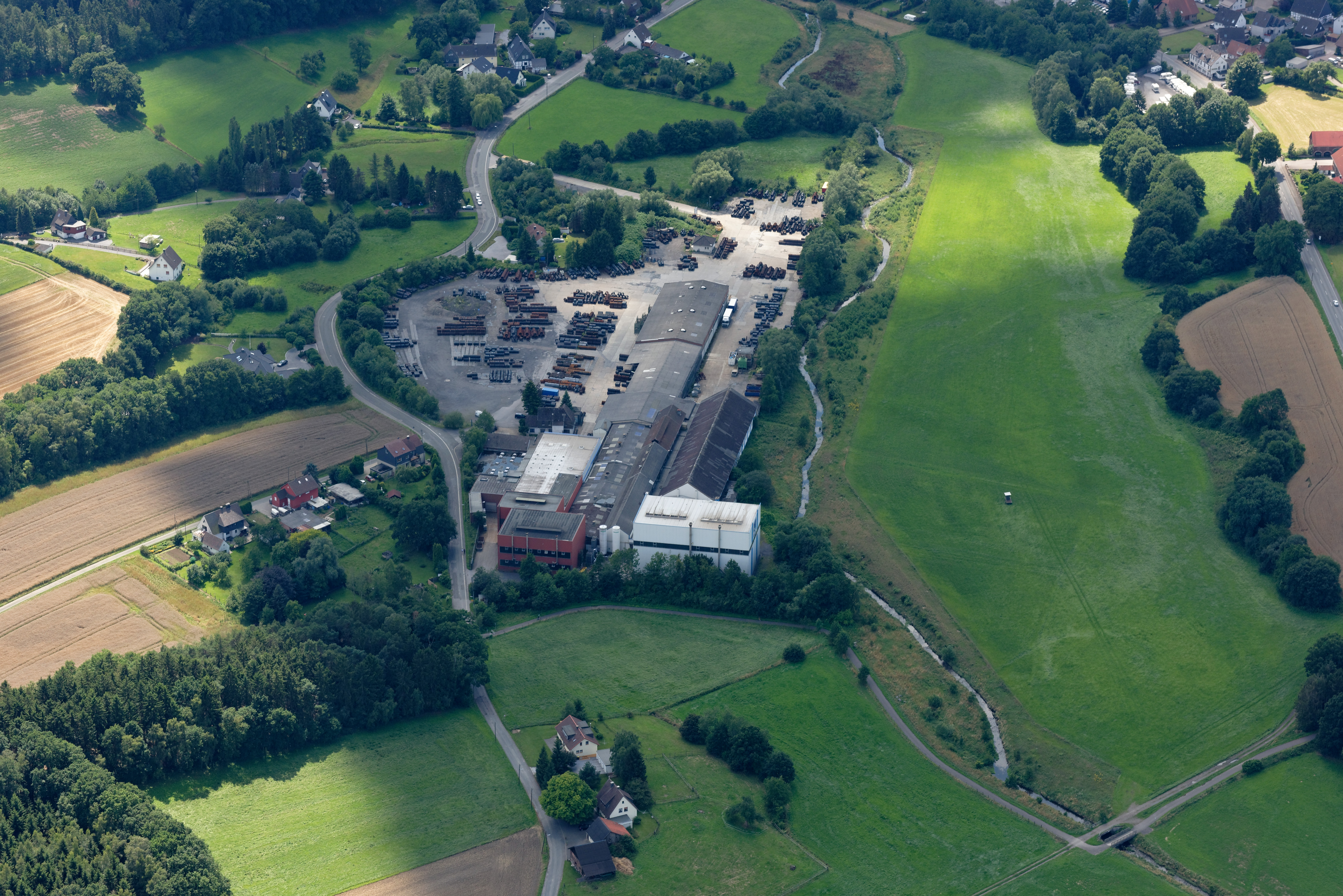
Baarbach bei Iserlohn-Kalthof

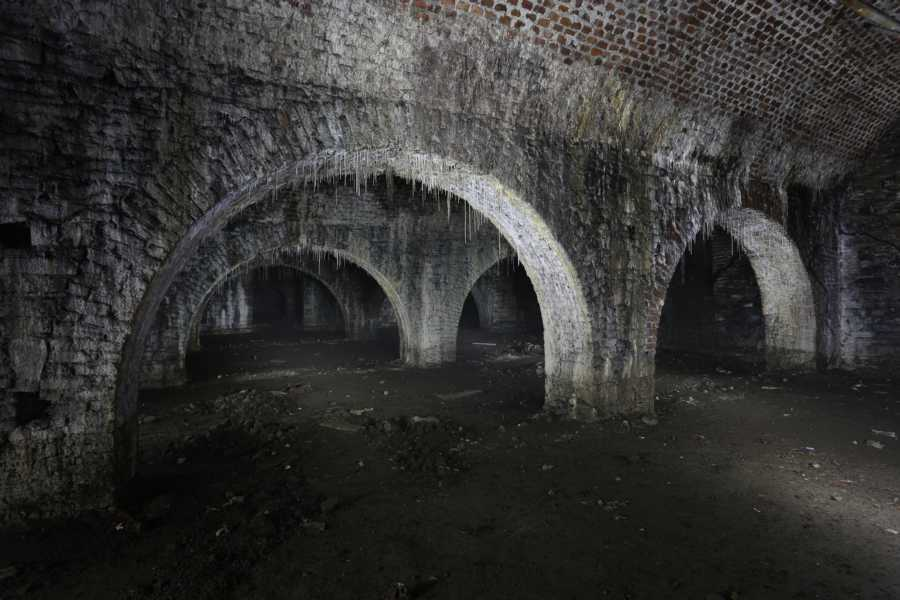
Baarbach-Katakomben

Der Baarbach entspringt auf einer Höhe von etwa 426 m ü. NHN als „Läger“ in den Höhen des Iserlohner Stadtwaldes südlich der Innenstadt. 
Im Gebiet der Iserlohner Altstadt wird er unterirdisch durch die Baarbach-Katakomben geführt und erscheint nördlich des Stadtzentrums im Bereich der Stadtteile Nußberg und Iserlohnerheide als „Baarbach“ wieder an der Oberfläche. Bedingt durch die geografischen Verhältnisse wird im Baarbachtal fast das gesamte Abwasser Iserlohns kanalisiert in Richtung Norden transportiert, bevor es kurz vor dem Einlaufen in die Ruhr geklärt wird.
Der Bach mündet schließlich auf ungefähr 110 m ü. NHN östlich von Schwerte von links in die Ruhr.
Der 17,6 km langer Lauf des Baarbachs endet ungefähr 316 Höhenmeter unterhalb seiner Quelle, er hat somit ein mittleres Sohlgefälle von etwa 18 ‰.

### Zuflüsse
- Zweiter Siepen (rechts), 0,6 km
- Grüggelsiepen (links), 0,4 km
- Rupensiepen (links), 1,2 km, 0,61 km²
- Schapker Bach (links), 1,5 km
- Caller Bach (rechts), 5,6 km, 11,18 km²
- Deimanns Siepen (rechts), 1,2 km, 1,15 km²
- Wulfringser Bach (rechts), 1,0 km
- Refflingser Bach (links), 7,9 km, 14,00 km²

## Renaturierung
Im Jahr 2010 wurde eine Machbarkeitsstudie zur Offenlegung und ökologischen Verbesserung des Baarbachs für Teile der Innenstadt von Iserlohn erstellt. Im Stadtzentrum von Iserlohn war der Baarbach seit Mitte des 18. Jahrhunderts nach und nach verrohrt worden, sodass Anfang des 20. Jahrhunderts im Innenstadtbereich lediglich ein ca. 25 m langes befestigtes offenes Teilstück zwischen den Straßen Lohkamp und Kluse übrig geblieben war.